# 北海道道341号真駒内御料札幌線

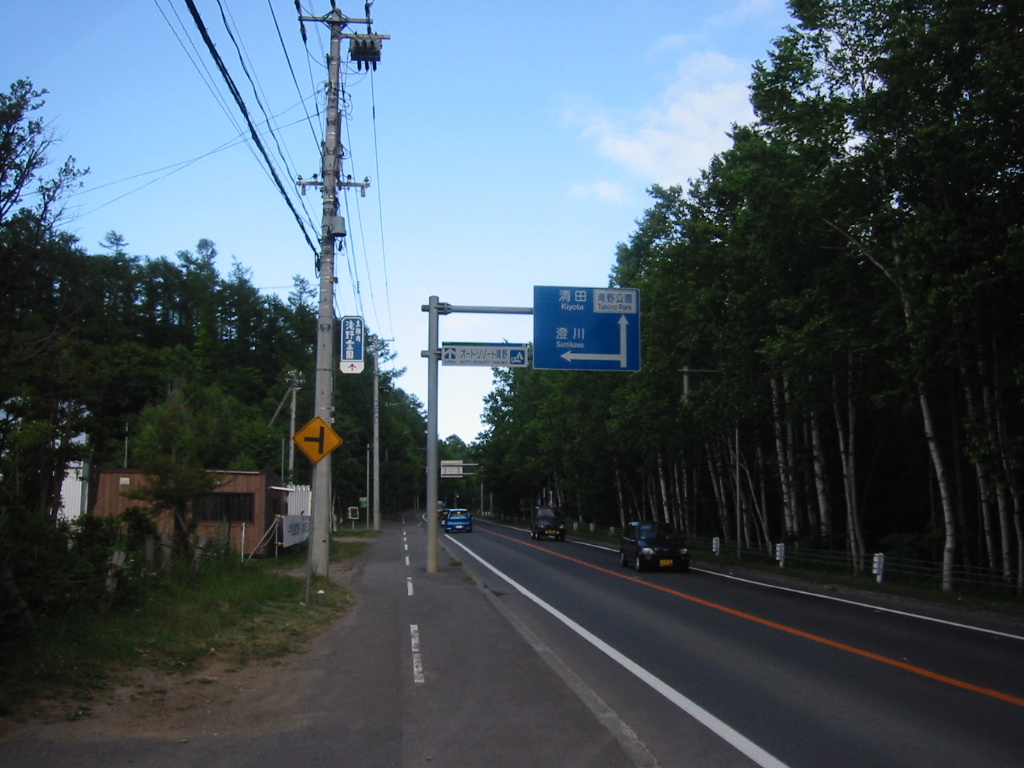
道道341号

北海道道341号真駒内御料札幌線（ほっかいどうどう341ごう まこまないごりょうさっぽろせん）は、北海道札幌市南区と厚別区を結ぶ一般道道（北海道道）である。全線が札幌市管理路線。

## 概要
別名「厚別滝野公園通」と呼ばれる（札幌圏都市計画道路の区間としては真栄5条2丁目以北の区間）。
札幌市の南郊を通る路線であり、滝野すずらん丘陵公園へのアクセス路であることから休日には混雑することがある。

### 路線データ
- 起点：北海道札幌市南区常盤6条2丁目（国道453号交点）
- 終点：北海道札幌市厚別区厚別南4丁目（国道274号交点）
- 路線延長：20.8km（総延長）

## 歴史
- 1961年（昭和36年）3月31日 - 338号として路線認定[1]。
- 1994年（平成6年）10月1日 - 路線番号を341号に変更[2]。

## 路線状況

### 重複区間
- 札幌市厚別区大谷地東5丁目 - 札幌市厚別区厚別南4丁目（国道274号）

## 地理
札幌市街から支笏湖方面へ向かう国道453号が常盤新橋を渡る地点から分岐する。南区真駒内を経て滝野・清田区有明と厚別川と並行しながら山あいを通過し、真栄から開けた住宅地となる。北野・平岡を通って厚別区に入り、道央自動車道と立体交差し国道274号と合流すると終点である。

### 通過する自治体
- 石狩振興局
  - 札幌市（南区 - 清田区 - 厚別区）

### 交差する道路
札幌市南区
- 国道453号 - 常盤6条2丁目（起点）

札幌市清田区
- 主要市道9903号羊ヶ丘線（羊ケ丘通） - 真栄4条2丁目
- 国道36号 - 真栄1条1丁目

札幌市厚別区
- 国道274号 - 大谷地東5丁目、厚別南4丁目（重複）

### 沿線にある施設など
札幌市南区
- 真駒内滝野霊園 - 滝野2
- 国営滝野すずらん丘陵公園 - 滝野247

札幌市清田区
- 札幌ふれあいの森 - 有明386
- 札幌市立有明小学校 - 有明141
- 北海道札幌真栄高等学校 - 真栄236
- さっぽろ香雪病院 - 真栄319
- 真栄病院- 真栄331
- セイコーマート真栄店 - 真栄4条2丁目17-43
- 札幌真栄郵便局 - 真栄4条2丁目7-1
- ローソン札幌真栄3条二丁目店 - 真栄3条2丁目97-3
- 真栄公園 - 真栄2条2丁目1
- ハマナスクラブ真栄二条店工藤 - 真栄2条2丁目1-1
- 札幌市清田区保育・子育て支援センター - 真栄2条1丁目11-20
- 北海道銀行清田区清田支店 - 清田1条4丁目5-60
- 北洋銀行清田区役所前支店 - 平岡1条1丁目1-2
- ローソン札幌清田1条店 - 清田1条4丁目5-48
- 清田郵便局 - 清田1条4丁目5-48
- 札幌市清田区役所 - 平岡1条1-2-1
- 清田消防署 - 平岡1条1丁目2-2
- 北海道信用金庫北野通支店 - 平岡3条1丁目1-1
- セイコーマート平岡4条店 - 平岡4条1丁目1-2
- 豊平警察署北野交番 - 北野4条5丁目4-60
- セブン-イレブン清田区札幌平岡8条店 - 平岡8条1丁目1-1
- 北洋銀行清田区北野支店 - 北野7条5丁目12-30

札幌市厚別区
- ローソン札幌大谷地西5丁目店 - 大谷地西5丁目4-5
- 大谷地病院 - 大谷地東5丁目7-10